# Registrske tablice Islandije
Registrske tablice na Islandiji izdaja islandski prometni urad, izdelujejo pa jih zaporniki državne kaznilnice.
Tablice vsebujejo dve črki in tri številke ali tri črke in dve številki, ki so običajno izpisane z modro pisavo v pisavi Helvetica Neue. Izdajajo se naključno in ne zaporedno, prav tako ne vsebujejo nikakršnih oznak regije.
Trenutni sistem registracije je bil uveden 1. januarja 1989 in ga uporabljajo vsa vozila (izjema so starodobniki, ki lahko obdržijo stare tablice). Vozila obdržijo enako registrsko številko za vedno - če je na primer vozilo spremenjeno v komercialno vozilo, dobi komercialne tablice, ki pa imajo enako številko. Vse tablice v novem sistemu vsebujejo nalepke, ki označujejo leto naslednjega varnostnega pregleda vozila.
Za avtomobile so na voljo tablice treh različnih velikosti: standardna evropska (520 mm × 110 mm), standardna severnoameriška (305 mm × 155 mm) in evropska kvadratna (280 mm × 200 mm). Tablice motornih koles so dimenzij 240 mm × 130 mm.

## Zgodovina
Od leta 1938 do 31. decembra 1988 je bil v uporabi stari sistem tablic, ki je vseboval oznake regij.
Od leta 1989 do 2007 je sistem sestojil iz dveh črk in treh števk. V letu 2007 je zmanjkalo kombinacij, zato se odtlej izdajajo tablice, ki namesto prve števke vsebujejo črko.
V začetku leta 2004 je bila na levo stran vseh standardnih tablic dodana mednarodna avtomobilska oznaka države (IS) z islandsko zastavo. Oznaka države je obvezna in na vse tablice, izdane med letoma 1989 in 2004, je potrebno dodati nalepko z oznako. Zakon sicer ni strogo uveljavljen in veliko vozil še vedno nosi tablice brez oznak države.

## Varnostni pregled
Za vsa vozila, registrirana na Islandiji, so zahtevani redni varnostni pregledi. Zakon lastnikom nalaga, da svoja motorna vozila ohranjajo v varnem stanju, na varnostnih pregledih pa se odkrivajo morebitne pomanjkljivosti.
Pogostost pregledov je odvisna od starosti vozila: novo vozilo mora prvi varnostni pregled opraviti po 4 letih, nato spet po 2 letih in vnovič po 2 letih. Ko vozilo dopolni 8 let, mora na varnostni pregled oditi vsako leto. Leto naslednjega varnostnega pregleda označuje nalepka, običajno nameščena na sredini tablice, za črkama. Starodobna vozila (stara preko 25 let) opravljajo varnostni pregled vsako drugo leto.
Zadnja števka na tablici označuje mesec pregleda (od 1 za januar do 0 za oktober). Ta sistem je precej nenatančen, saj so števke na tablicah izdane naključno ter tako nekatera vozila opravijo svoj prvi pregled po 4 letih in 10 mesecih, druga pa že po 3 letih in 1 mesecu. Posledica je tudi, da nobeno vozilo ne opravlja varnostnega pregleda novembra ali decembra. Zamuda s pregledom do dveh mesecev se ne kaznuje; prav tako je pregled mogoče opraviti do šest mesecev pred mesecem, ki ga določa zadnja števka tablice, vendar nujno v letu, ki ga označuje nalepka. 
Pregled se lahko konča s štirimi možnimi izidi:
- Vozilo lahko opravi pregled "brez opomb", kar pomeni, da pri pregledu ni bilo najdenih pomanjkljivosti.
- Vozilo lahko opravi pregled z opombami, ki lastnika opozarjajo na obrabljene ali nedelujoče sestavne dele, ki pa jih je moč popraviti in niso razlog za nezadostno oceno na pregledu.
- Če vozilo ne opravi varnostnega pregleda, vendar ga je še vedno varno voziti, se mu čez trenutno nalepko pregleda namesti nalepka zelene ali zeleno-rumene barve z napisom "Endurskoðun", ki označuje, da vozilo ni opravilo pregleda. Lastnik ima časa do konca naslednjega meseca (označenega na nalepki), da težave odpravi in vozilo pripelje na ponoven pregled.
- Če je odkrita hiba, zaradi katere vozilo ni varno, ali če obstajajo težave pravne narave (težava z registracijo ...), vozilo prejme rdečo nalepko z napisom "Akstur bönnuð" (vožnja prepovedana) in ne sme voziti po javnih cestah, vse dokler težave niso odpravljene.

## Vrste tablic
Tablice se razlikujejo glede na namen vozila:
| Slika | Vrsta                                              | Oblika            | Videz                                                   | Opombe |
| ----- | -------------------------------------------------- | ----------------- | ------------------------------------------------------- | --- |
|       | Standardna                                         | AB 123 ali AB C12 | Odsevno belo ozadje, modra obroba in modri znaki.       | Trenutni sistem, v uporabi od 1. januarja 1989 (z manjšimi spremembami, opisanimi zgoraj). |
|       | Komercialna                                        | AB 123 ali AB C12 | Odsevno belo ozadje, rdeča obroba in rdeči znaki.       | Vozila s komercialnimi tablicami se ne smejo uporabljati v zasebne namene. Označuje jih romb pred registrsko oznako. |
|       | Diplomatska                                        | CD A12            | Odsevno zeleno ozadje, bela obroba in beli znaki.       | Diplomatska vozila v lasti veleposlaništev. Prvi črki sta vedno "CD", medtem ko tretja črka označuje državo veleposlaništva. |
|       | Vlada                                              |                   |                                                         | Številka 1 je predsednikovo vozilo. |
|       | “Nafta”                                            | AB 123 ali AB C12 | Odsevno temno rumeno ozadje, črna obroba in črni znaki. | Vozila s takšnimi tablicami so upravičena do uporabe neobdavčenega dizelskega goriva. Tovrstne tablice se izdajajo vozilom, ki porabljajo gorivo v stoječem stanju, npr. gasilskim, reševalnim in gradbenim vozilom. |
|       | Začasna                                            | RN 123            | Odsevno rdeče ozadje, črna obroba in črni znaki.        | Večinoma jih uporabljajo prodajalci avtomobilov. Tovrstne tablice se vedno začnejo z RN, nalepka pa označuje leto veljavnosti tablice. |
|       | Prejšnja različica, v uporabi do 1. januarja 1989. | A12345            | Črno ozadje, srebrna obroba in srebrni znaki.           | Te tablice so vsebovale oznake regij in so bile izdajane zaporedno - npr. R pomeni Reykjavík in to je 29040. po vrsti izdana tablica na tem področju. Tablice so sledile lastniku, ki jih je lahko ponovno uporabil na svojem novem vozilu. Če se je lastnik preselil v drugo regijo, je moral zamenjati tablice. Od 1. januarja 1989 dalje je bila vsakršna nadaljnja uporaba teh tablic prepovedana (razen za vozila, ki so jih že imela). |
|       | Po meri                                            |                   | Odsevno belo ozadje, modra obroba in modri znaki.       | Nalepka varnostnega pregleda vozila se nahaja ob strani. |

## Stare regijske tablice
Ta sistem je bil v uporabi od leta 1938 do 31. decembra 1988. Tablice so bile črne s srebrnimi znaki. Prva črka je označevala področje (razen pri vojaških vozilih):
- A: Akureyrarkaupstaður og Eyjafjarðarsýsla
- B: Barðastrandarsýsla
- D: Dalasýsla
- E: Akraneskaupstaður
- F: Siglufjarðarkaupstaður
- G: Hafnarfjarðarkaupstaður og Gullbringu- og Kjósarsýsla
- H: Húnavatnssýsla
- Í: Ísafjarðarkaupstaður og Ísafjarðarsýsla
- J: Íslenskir starfsmenn á Keflavíkurflugvelli (Islandci, zaposleni na letališču Keflavík, takratnem ameriškem vojaškem letališču)
- JO: Erlendir starfsmenn á Keflavíkurflugvelli (tujci, zaposleni na letališču Keflavík)
- K: Sauðárkrókskaupstaður og Skagafjarðarsýsla
- L: Rangárvallasýsla
- M: Mýra- og Borgarfjarðarsýsla
- N: Neskaupstaður
- Ó: Ólafsfjarðarkaupstaður
- P: Snæfells- og Hnappadalssýsla
- R: Reykjavík
- S: Seyðisfjarðarkaupstaður og Norður-Múlasýsla
- T: Strandasýsla
- U: Suður-Múlasýsla
- V: Vestmannaeyjakaupstaður
- VL: Varnarliðið (vozilo nekdanjih ameriških obrambnih sil na Islandiji)
- VLE: Ökutæki hermanna (vozilo nekdanjih ameriških vojaških sil na Islandiji)
- X: Árnessýsla
- Y: Kópavogur
- Z: Skaftafellssýsla
- Þ: Þingeyjarsýsla
- Ö: Keflavíkurkaupstaður
- Ø: Keflavík (edina oznaka iz črke, ki je islandska abeceda ne vsebuje)[2] [3]